# Lasiancistrus guacharote
Lasiancistrus guacharote är en fiskart som först beskrevs av Valenciennes, 1840.  Lasiancistrus guacharote ingår i släktet Lasiancistrus och familjen Loricariidae. Inga underarter finns listade i Catalogue of Life.